# Săndulești, Argeș
Săndulești este un sat în comuna Cotmeana din județul Argeș, Muntenia, România.